# Azrayen'
Azrayen' est un diptyque de bande dessinée historique se déroulant en Algérie en hiver 1957. Il décrit l'enquête de soldats français sur les traces d'une section portée disparue. La série, scénarisée par Frank Giroud et dessinée par Christian Lax, est publiée chez l'éditeur Dupuis en 1998 et 1999, dans la collection Aire Libre. L'historien Benjamin Stora écrit la préface du premier volume. L'œuvre, favorablement accueillie, connaît un succès critique et public durable.

## Synopsis
L'action a lieu en hiver 1957, alors que la guerre d'Algérie embrase le pays entier. Le lecteur suit des soldats français dans les montagnes kabyles, terrain qui leur est peu favorable face aux embuscades des insurgés,. Le lieutenant Messonnier, surnommé Azrayen', commande un Groupe Mobile de Sécurité comptant 22 hommes ; l'unité est portée disparue et, en chemin, les soldats partis à sa recherche interrogent les villageois et sèment sur leur passage la destruction et la mort. Le lieutenant Valera est chargé d'élucider cette disparition, avec l'aide de l'interprète Cosme Tirard, qui a forcé Taklhit, une institutrice berbère et amante de Messonnier, à les accompagner. Durant cette enquête, l'armée apprend que Messonnier a vécu dans l'horreur des exactions commises contre des ouvriers soupçonnés de sympathie avec le FLN ; son comportement dans l'affaire lui vaut d'être muté. Valera veut savoir si Messonnier est victime d'un guet-apens ou s'il a déserté. L'enquête suit aussi le second de Messonnier, Mohan Djeddar. Le récit principal est entrecoupé de flashbacks.

## Publications
Le premier volume comporte une préface rédigée par l'historien Benjamin Stora afin de contextualiser le récit. À la fin du second volume se trouve un dossier documentaire.
- n°1  Azrayen', Dupuis, coll. Aire Libre,  (ISBN 2-8001-2599-3), novembre 1998
Scénario : Frank Giroud - Dessin et couleurs : Christian Lax
- n°2  Azrayen', Dupuis, coll. Aire Libre,  (ISBN 2-8001-2803-8), mai 1999
Scénario : Frank Giroud - Dessin et couleurs : Christian Lax
- Intégrale  Azrayen', Dupuis, coll. Aire Libre,  (ISBN 2-8001-3548-4), octobre 2004
Scénario : Frank Giroud - Dessin et couleurs : Christian Lax

## Genèse de l'œuvre
Frank Giroud est un ancien élève de l'École nationale des chartes, agrégé d'histoire et enseignant. Il devient scénariste de bande dessinée et commence sa carrière dans le domaine en 1978. Christian Lacroix dit Lax est un auteur de bande dessinée formé aux Beaux-Arts de Lyon. Il fait ses premiers pas dans la bande dessinée à travers des périodiques en 1975. Giroud et Lax signent une première collaboration pour la collection Aire Libre de Dupuis avec Les Oubliés d'Annam, diptyque publié en 1990, puis l'album La Fille aux Ibis, qui en 1994 remporte le prix France Info de la bande dessinée de reportage. Tous deux s'associent de nouveau pour Azrayen', pour lequel le dessinateur « adopte volontairement un graphisme plus anguleux ». Il s'agit d'albums fondés sur des évènements historiques.
Le scénariste, ayant découvert les carnets tenus par son père sur la guerre d'Algérie, éprouve « un véritable choc ». Son père, mobilisé pendant vingt-huit mois, était parti sans a priori envers les Arabes ; par la suite, il est hanté par l'horreur de la guerre. Les deux collègues se documentent, Giroud ayant notamment accompagné son père sur les lieux en 1993. Lax, n'ayant pu se rendre en Algérie pour des raisons de sécurité, a visité le Maroc « pour s'imprégner des paysages et des gens ». Le scénariste, s'inspirant d'un fait divers réel (une unité portée disparue en Kabylie), souhaite « s'attacher au regard d'un soldat, pris au sein d'un conflit qui le dépasse ». La réalisation de l'album prend vingt-huit mois.

## Choix artistiques
Le terme « Azrayen' » (Ange des Ténèbres) fait référence à l'ange de la mort ; c'est le surnom que donnent les villageois à Messonnier, commandant de la section disparue,.
Azrayen' est une enquête de fiction qui s'inscrit dans un cadre historique réel. La guerre d'Algérie est la trame de fond du livre : l'insurrection commence le 1er novembre 1954 ; le 1er juillet 1962, un référendum aboutit à l'indépendance de l'Algérie. C'est en 1999 que l'État français admet que les « opérations de maintien de l'ordre » étaient en réalité une guerre,. En 1998, les bandes dessinées abordant le sujet sont rares : le premier récit long est publié en 1982 (Une éducation algérienne de Guy Vidal et Alain Bignon). Jacques Ferrandez, à partir de 1986, crée Carnets d'Orient, une série historique sur la présence des Français en Algérie ; l'un des tomes, paru en 2003, montre la guerre d'Algérie.
Le premier album de Lax est publié en 1982 mais c'est à partir de la série Azrayen' que son dessin devient plus personnel, : son trait devient « moins classique, plus flottant qu'à l'habitude, comme si les impulsions de la main étaient moins bridées », traitement qui favorise l'expressivité. Ce « virage graphique » rompt avec le classicisme des ouvrages précédents : Lax choisit un « nouveau dessin qui est plus expressionniste, plus rugueux », se prêtant mieux au style policier, tel qu'il apparaît ensuite dans Le Choucas.

## Analyse
Bien que l'ouvrage se fonde sur une solide documentation historique, Giroud indique qu'il n'avait pas l'intention de créer une bande dessinée à vocation didactique : le récit lui-même n'explique pas ce que sont les harkis, le FLN ou l'ALN.
L'album « rappelle le roman de Joseph Conrad Au cœur des ténèbres », publié en 1899 (et transposé ensuite au cinéma avec Apocalypse Now) ; cette référence n'est pas volontaire de la part des auteurs. Lax et Giroud ont surtout remarqué, en amont de leur récit, le tabou qui entoure la guerre d'Algérie dans les arts en France, contrairement à l'attitude des Nord-Américains face au Viêt Nam.
Les auteurs ne prennent pas parti entre l'armée française et les insurgés, évitant ainsi le manichéisme : il n'y a pas de « gentils » ni de « méchants ». Les personnages affichent leurs contradictions intérieures. Au fil de l'enquête menée par Valéra et ses hommes, les créateurs utilisent les rencontres comme des « prétextes à aborder les dégâts physiques et psychologiques de la guerre, dans le camp algérien comme dans le camp français ». Selon Lax, dans cette bande dessinée, « qu'ils soient kabyles, pieds noirs ou militaires, on voit des hommes qui doutent ou qui finissent par douter ». L'œuvre met en scène « les hameaux avec des villageois terrorisés. L'angoisse et la peur se lisent sur tous les visages ». Pour le chroniqueur culturel du Monde, « cette quête dans une Kabylie ocre et verte s'apparente à une perdition », transcrivant aussi bien l'« exaltation fanatique » présidant aux exactions contre les civils que l'effroi chez les soldats des forces françaises. La conclusion, « triste, inattendue, terrible », « est une manière de dire l'inutilité de toutes les guerres ». L'œuvre est engagée au sens où elle dénonce les horreurs de la guerre ou son absurdité,.
Dans sa chronique, Philippe Videlier estime que le traitement narratif et esthétique montre comment l'engrenage de la violence « a ouvert une effroyable spirale » ; il émet néanmoins des réserves sur le recours au flashbacks et sur les dialogues en tamazight.

## Accueil critique
Azrayen’ est bien accueilli par la critique, plusieurs chroniqueurs réservant à l'ouvrage un accueil très positif,,,,. Ce succès critique est confirmé dans les festivals : en janvier 1999, le premier volume reçoit au festival d'Angoulême le Grand prix de la critique, puis en juin le prix de la presse (« prix canard ») au festival de BD à Sierre (Suisse). L'ouvrage est également « un franc succès de librairie » : en août 1999, les ventes du diptyque s'élèvent à 37 000 exemplaires. Il contribue à la renommée des auteurs.
La série est devenue un classique sur la représentation de la guerre d'Algérie dans la bande dessinée francophone,, faisant l'objet d'études à l'École normale supérieure de Lyon en 2012 (La Clé des langues : arabe) et d'un livre pédagogique, en 2003, dans la collection La BD de case en classe. Si certains anciens combattants ont mal accueilli le premier volume, ils reconnaissent « l'honnêteté intellectuelle de ses auteurs » après la parution du second tome ; d'autres anciens combattants estiment que l'œuvre est réussie.